# Vlissingenklasse
De Belgische, Franse en Nederlandse Marine werken aan een nieuwe mijnenbestrijdingsvloot ter vervanging van de schepen van de Tripartiteklasse. België noemt de nieuwe schepen de Cityklasse. Nederland noemt deze schepen de Vlissingenklasse. Nederland en België samen hebben er 12 besteld. Ze worden door het Franse Naval Group gebouwd. Voor Nederland is dit de eerste keer dat zij schepen bij een buitenlandse werf koopt.
De nieuwe schepen vervangen de huidige Alkmaarklasse mijnenjagers (waarvan de Koninklijke Marine en het Belgisch Marinecomponent er beide nog vijf van in dienst hebben). Een aantal van deze schepen is al verkocht, recentelijk werden de Hr.Ms. Middelburg (M858) en de Hr.Ms. Haarlem (M853) verkocht aan Pakistan. Andere schepen zijn verkocht aan Indonesië en Letland.

## Ontwikkeling
In de lente van 2018 tekenden de Belgische en Nederlandse Marine een Memorandum van Overeenstemming voor het gezamenlijk bouwen en financieren van de schepen. Er werd een lijst met eisen opgesteld voor de nieuwe vaartuigen. Eind 2018 zou er een werf moeten zijn gekozen, dit werd uitgesteld tot maart 2019.
Deelnemers in de strijd waren: Belgium Naval & Robotics (waarin de Franse bedrijven Naval Group en ECA de hoofdmoot vormen), Damen en Imtech Belgium, en Sea Naval Solutions (de Belgisch-Franse combinatie bestaande uit EDR, Chantiers de l'Atlantique, Thales en Socarenam). Saab trok zich in september 2018 terug, Navantia viel in die periode ook af om financiële redenen.
Op 22 mei 2019 werd de opdracht definitief aan Belgium Naval & Robotics gegeven.
De nieuwe vaartuigen nemen een nieuwe toenadering tot hun taak. In plaats van mijnen te bestrijden vanaf een schip doet de Vlissingenklasse dit met onbemande systemen.
“In de toekomst willen we een schip dat buiten het gevaarlijke gebied blijft. We willen niet meer met een bemanning door een mijnenveld varen. Of zoals de NAVO het aangeeft: ‘keep the men out of the minefield"— luitenant-ter-zee der eerste klasse Guido Fretz
De kiellegging van het eerste Nederlandse schip was op 14 juni 2022. Het eerste schip van de Belgen had al eerder contact gemaakt met het water op: 19 juli 2021 

#### Frankrijk
Op 19 oktober 2022 werd, tijdens het Euronaval-handelsconferentie die buiten Parijs wordt gehouden, een memorandum getekend tussen de Koninklijke marine, Belgische marine en de Franse marine. De samenwerking op het gebied van mijnenbestrijding wijst op het delen van systemen en wapens. Hieronder valt ook de aankoop van nieuwe mijnenbestrijdingsvaartuigen door Frankrijk. Deze schepen worden gebouwd door Naval Group die de ontwerpen baseert op de Vlissingenklasse, hoewel de schepen niet helemaal hetzelfde zullen worden. Onder andere de systemen waaronder het kanon zien de Fransen als hobbels. Dit komt doordat deze systemen niet aan sluiten bij de huidige systemen van de Franse marine. Zo heeft het Bofors 40 kanon andere munitie dan de munitie die de marine nu gebruikt.
Binnen het project worden innovaties van het Brits Frans project: SLAMF samengevoegd met het ontwerp van de Vlissingenklasse. Dit komt doordat de Franse Marine sommige systemen die de Nederlandse Marine samen met de Belgische marine heeft besteld, niet 'vertrouwt'.
Met de aankoop van deze schepen stopt Frankrijk met haar samenwerking met het Verenigd Koninkrijk, om SLAMF vaartuigen te ontwikkelen.

#### Cyberaanval
Begin 2022 werd er naar buiten gebracht dat cyber aanvallen met 32% waren gegroeid sinds begin dat jaar. In juli 2022 bracht het Belgische ministerie van binnenlandse zaken dat het twee jaar lang is gehackt en dat vanaf december de focus lag op het ministerie van defensie. België beschuldigde China van de cyberaanvallen, door middel van de Log4jShell wisten de hackers binnen het systeem te komen. Dat dit een achterdeur vormde binnen de firewall werd pas op 28 december 2021 internationaal bekend. Onduidelijk is of er gevoelige informatie is buit gemaakt betreffende de ontwikkeling van de nieuwe Vlissingenklasse.

#### Russisch-Oekraïense oorlog
In de nacht van 23 op 24 juli lanceerde Rusland een aanval op de Oekraïense haven van Reni. Reni is een Oekraïens grensdorp aan de Donau. Het ligt op enkele kilometers van de Roemeense grens. 
De werf van Naval Group in Gelati ligt op 15 kilometer van dit dorp. Hoewel de oorlog niet in Roemenië plaats vindt hebben deze aanvallen aan de oever van de Donau invloed op de Koninklijke Marine. Dit komt doordat de schepen voor de reis naar Nederland over de Donau moeten varen richting de Zwarte zee.
Volgens een statement van het Nederlandse ministerie van defensie houdt de organisatie de situatie rond de Donau en Zwarte Zee nauwlettend in de gaten.

#### Vertraging
Belgium Naval & Robotics vroeg op 8 mei 2024 uitstel aan bij de Nederlandse en Belgische Ministeries van Defensie. "‘Onvoorziene omstandigheden’ liggen aan de basis. COVID-19, de oorlog in Oekraïne, de energie- en grondstoffencrisis en het tekort aan arbeidskrachten worden genoemd."
Door de vertraging zijn zowel de schepen als de systemen en wapens uitgesteld. Het uitstel raakt alleen de eerste vier opleveringen, de andere schepen in de Vlissingen/City zullen volgens de planning afgebouwd worden. De vertraging is voor elk van de vier schepen verschillend.

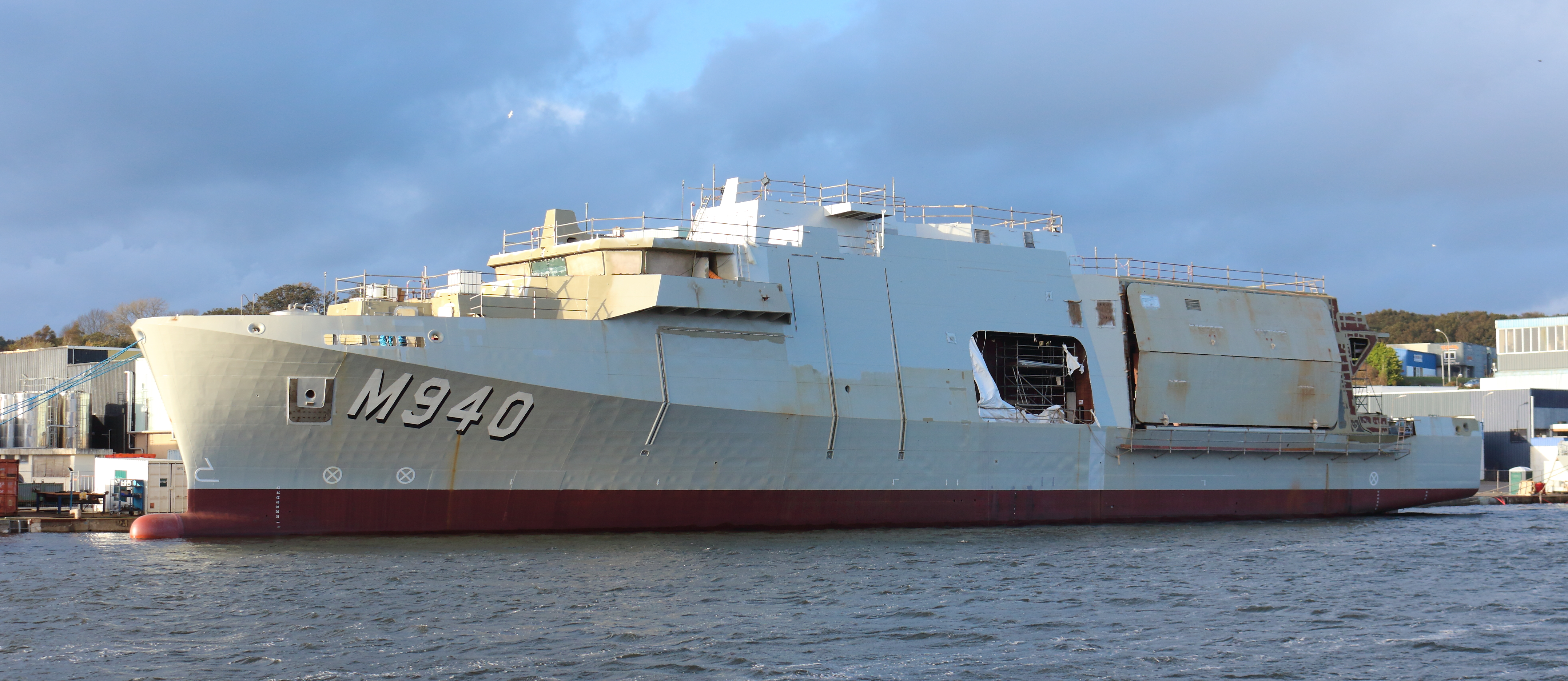
BNS Oostende in aanbouw op de werf van Naval Group.

| Naam         | Uitstel     | Vorige opleveringsdatum | Nieuwe opleveringsdatum |
| ------------ | ----------- | ----------------------- | ----------------------- |
| Oostende     | 8 maanden   | December 2024           | Augustus 2025           |
| Vlissingen   | 5-6 maanden | Juni 2025               | December 2025           |
| Tournai      | 2 maanden   | Januari 2026            | Maart 2026              |
| Scheveningen | 1 maand     | Juni 2026               | Juli 2026               |

## Systemen en wapens

#### Systemen
De nieuwe schepen krijgen een groot scala aan nieuwe onbemande systemen, waaronder bootjes en drones. Eca groep heeft speciaal voor deze order een nieuwe fabriek geopend die 80 drones zal gaan bouwen. Het gaat hierbij om de USV's (Unmanned Surface Vehicles) en de UUV's (Autonomous Underwater Vehicles), zoals de inspector 125. De fabriek staat in Oostende (België). Thales Hengelo bouwt aan 12 radar systemen voor op de Nederlandse en Belgische schepen.
| Systeem                           | Omschrijving | Aantal   | Fabrikant            |
| --------------------------------- | --- | -------- | -------------------- |
| INSPECTOR 125                     | Kan meerdere drones meenemen, laten wegvliegen en terug aan boord nemen.                                           | 20 stuks | Eca group            |
| A 18-M (autonome onderwaterdrone) | Deze onderwaterdrone kan zoeken naar mijnen en of explosieven. Daarnaast kan het ook de zeebodem in kaart brengen. | -        | Eca group            |
| T-18M                             | De T-18M is een sonar die door het water kan worden gesleept.                                                      | -        | Eca group            |
| Seascan                           | Deze drone moet objecten benaderen zodat deze aan boort van het schip kan worden geïdentificeerd.                  | -        | Eca group            |
| K-STER C                          | Deze drone kan een explosief tot ontploffing brengen, de drone gaat hierbij ook stuk.                              | -        | Eca group            |
| Skeldar V-200                     | Deze middelzware drone kan inlichtingen van uit de lucht verzamelen.                                               | 2 stuks  | Saab                 |
| 7m SOLAS Viking RHIB              | Transport boot voor manschappen, ook geschikt voor intercepties.                                                   | 2 stuks  | Damen Naval Shipyard |

##### Geosea
Omdat de nieuwe mijnenbestrijdingsvaartuigen een compleet nieuw taken pakket krijgen met onder andere onbemande systemen, heeft de Koninklijke Marine in februari 2020 besloten het civiele schip de 'Geosea' te leasen. Defensie least dit schip voor vijf jaar, dat is tot de indienststelling van het eerste nieuwe marineschip. De marine least dit schip om alvast te trainen met de nieuwe systemen. De eenheid die op het schip werkt is samengesteld uit Belgische en Nederlandse militairen, en heet de MMG (module Groep).
De 'Geosea' vertrok op 1 februari 2020 uit Amerika (Port Fourchon in Louisiana) en kwam op 22 februari aan in Rotterdam.
In juni 2020 verloor het schip Zr.Ms Rotterdam tijdens de storm Ciara zijn bakboordsanker. De 'Geosea' viste deze een week later van de zeebodem.
In december 2022 ontstond er brand aan boord van de 'Geosea'. Bij de brand kwam veel rook vrij, nadat er werd opgeschaald naar een middelbrand was de brand in de ochtend onder controle. De mogelijke oorzaak waren brandende accu's van de, aan boord gestationeerde, onbemande systemen.

##### LARS
De LARS (Launch and Recovery System) is uitgerust met geautomatiseerde armen, die de twee zijkanten van de schepen uitrusten, het systeem werkt het als een lift, waardoor het drijvende dok dat de drones huisvest, kan worden neergelaten en opgehesen. 
De LARS is ontworpen om de INSPECTOR 125 te lanceren. De INSPECTOR 125 wordt op afstand bestuurt en wordt door het LARS-systeem wanneer hij in het hangende dok vaart vergrendeld, waarna het gehele systeem aan boord van het moederschip wordt gehesen, zoals te zien is op de afbeelding hiernaast.

##### België

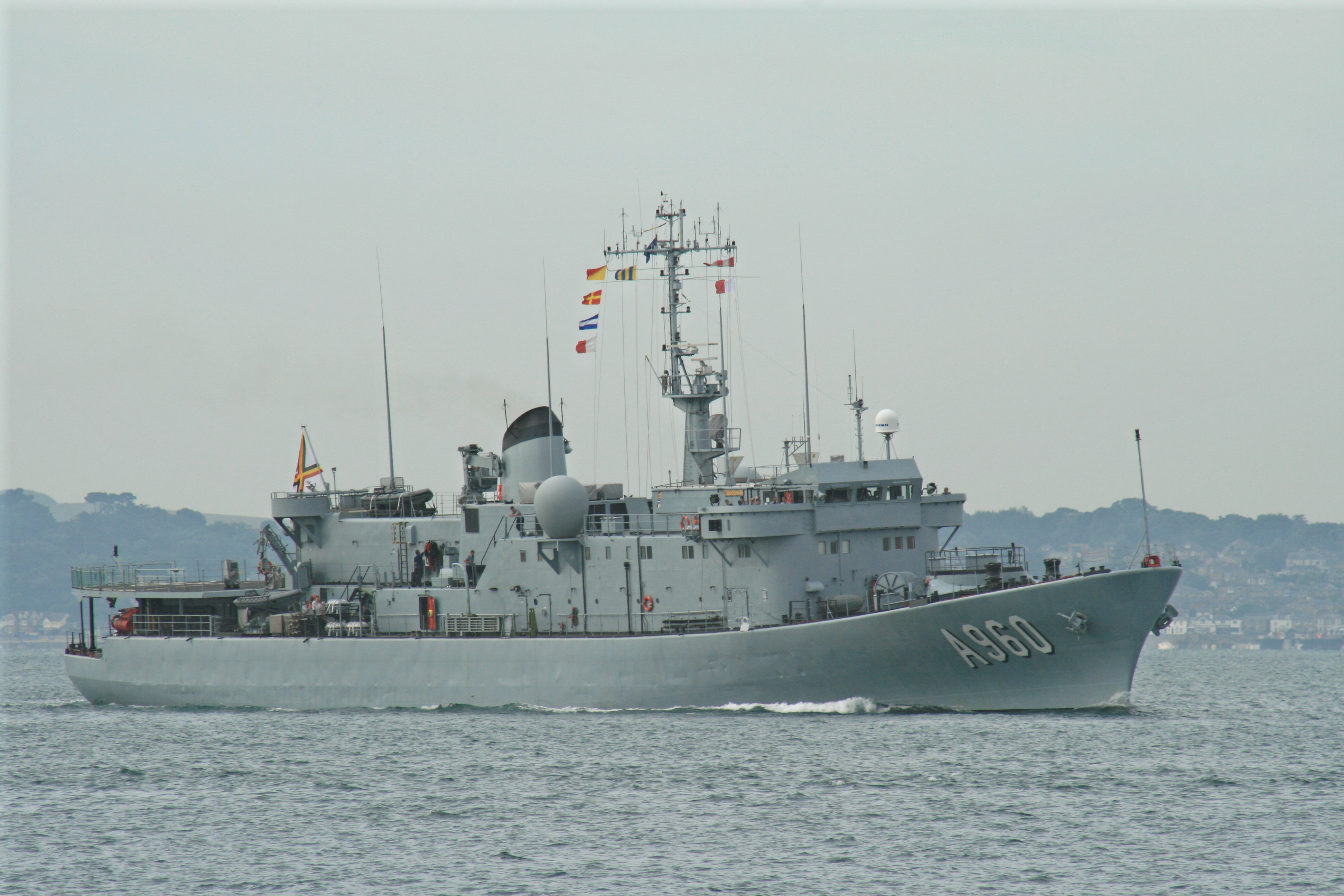
BNS Godetia

Voor de schepen van België, worden er extra opties toegevoegd, waaronder meer ruimte voor stafpersoneel en de mogelijkheid logistieke taken op zich te nemen. Dit komt doordat het Belgische marinecomponent een 50 jaar oud-commando en logistiek ondersteuningsschip nog niet wil vervangen (de BNS Godetia). Daarom moeten de door België bestelde schepen meer ruimte en apparatuur bieden om commandotaken op zich te kunnen nemen.

#### Wapens

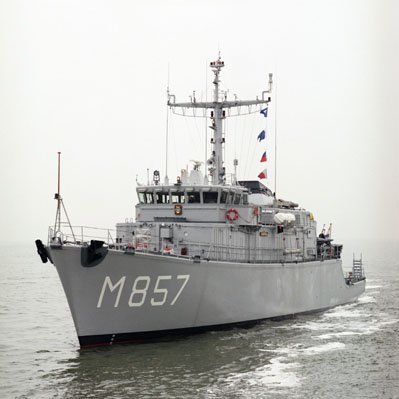
Huidige vaartuigen van de Nederlandse Marine

Naast nieuwe systemen krijgt de nieuwe mijnenbestrijdingsvloot ook nieuwere wapens:
| Wapen                                                            | Omschrijving                                                                             | Stuks   | Fabrikant   |
| ---------------------------------------------------------------- | ---------------------------------------------------------------------------------------- | ------- | ----------- |
| Bofors 40 Mk4 kanon                                              | Kanon met een hoge vuursnelheid en kan makkelijk en snel schakelen tussen munitie typen. | 1 stuks | BAE Systems |
| FN Herstal Sea deFNder remotely operated weapon system (12,7 mm) | Machinegeweer bestuurbaar op afstand, kan dag en nacht worden bediend.                   | 2 stuks | FN Herstal  |
| MAG (7,62 mm)                                                    | Makkelijk bestuurbaar machinegeweer.                                                     | 4 stuks | FN Herstal  |
| LRAD akoestisch wapen                                            | Door geluidsgolven kan men met dit wapen mensen in bedwang houden.                       | 2 stuks | -           |
| Waterkanon                                                       | -                                                                                        | 2 stuks | -           |

## Naamgeving

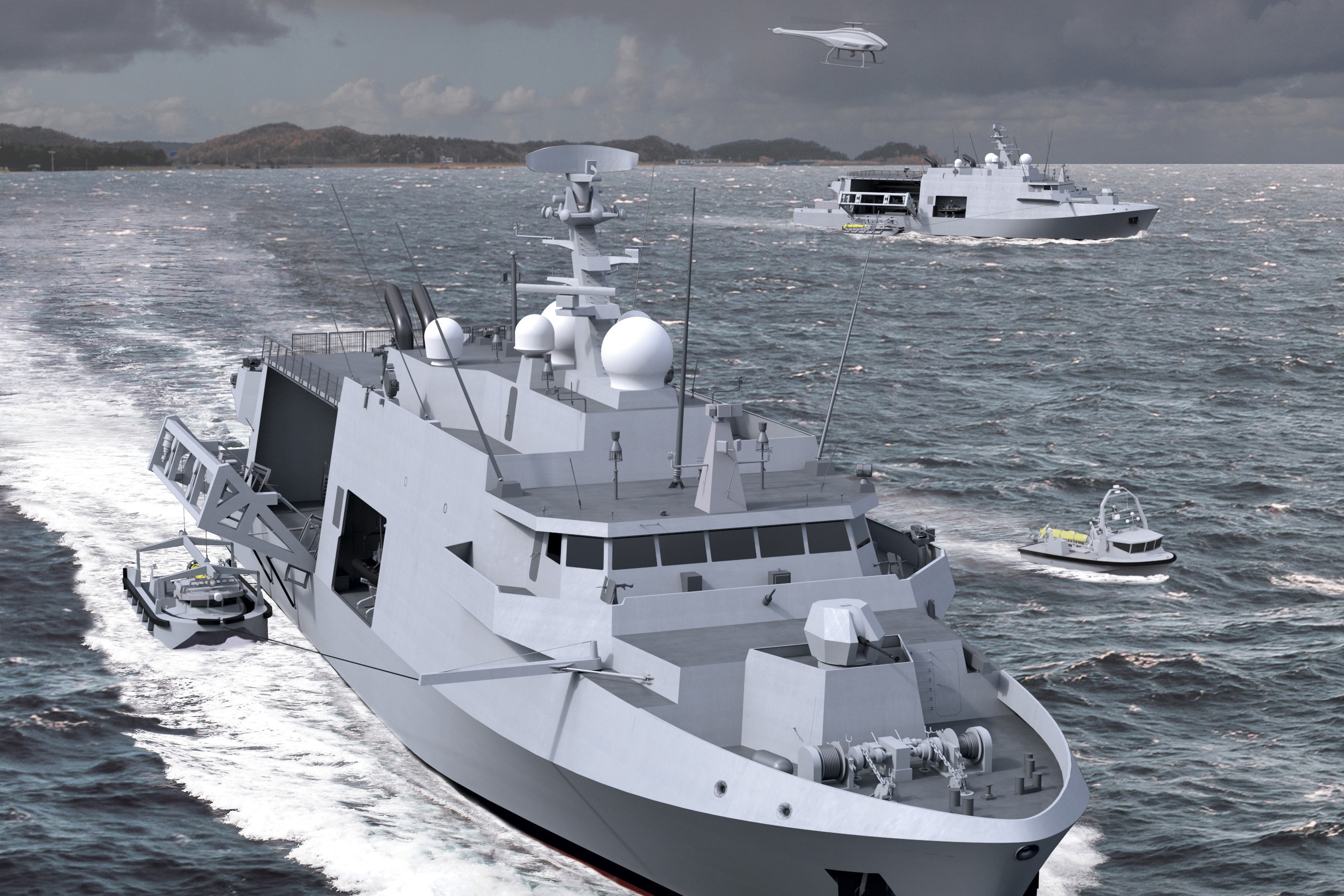
Artist impression Vlissingen klasse

De schepen krijgen allemaal namen van steden, dit om de band tussen schip en stad te versterken. Dat de schepen van beide landen steden als naam kiezen, versterkt de maritieme samenwerking.

### Nederland
| NaamSein | Naam                | In dienst |
| -------- | ------------------- | --------- |
| M840     | Zr.Ms. Vlissingen   | 2025      |
| M841     | Zr.Ms. Scheveningen | 2026      |
| M842     | Zr.Ms. IJmuiden     | 2027      |
| M843     | Zr.Ms. Harlingen    | 2028      |
| M844     | Zr.Ms. Delfzijl     | 2028      |
| M845     | Zr.Ms. Schiedam     | 2030      |

### België
| NaamSein | Naam          | In dienst |
| -------- | ------------- | --------- |
| M940     | BNS Oostende  | 2025      |
| M941     | BNS Tournai   | 2026      |
| M942     | BNS Brugge    | 2026      |
| M943     | BNS Liège     | 2027      |
| M944     | BNS Antwerpen | 2028      |
| M945     | BNS Rochefort | 2029      |